# Úřad OSN pro palestinské uprchlíky na Blízkém východě
Úřad OSN pro palestinské uprchlíky na Blízkém východě (anglicky: United Nations Relief and Works Agency for Palestine Refugees in the Near East, zkráceně UNRWA) je organizace OSN. Byla založena v roce 1949 Valným shromážděním OSN. Organizace vznikla kvůli palestinskému exodu zejména během první arabsko-izraelské války a po ní. Poskytuje vzdělání, zdravotní péči, sociální služby a materiální pomoc při mimořádných událostech více než 5 milionům palestinských uprchlíků žijícím v Jordánsku, Libanonu a Sýrii, rovněž poskytuje pomoc na Západním břehu Jordánu a v Pásmu Gazy. Agentura má přes 30 tisíc zaměstnanců, většina z nich jsou Palestinci.
Jde o jedinou agenturu OSN zabývající se pomocí uprchlíkům z určitého regionu nebo konfliktu, Úřad Vysokého komisaře OSN pro uprchlíky (UNHCR) se palestinským uprchlíkům nevěnuje a ani legálně nemůže věnovat. Na rozdíl od UNHCR nemá UNRWA mandát k přesidlování uprchlíků do třetích zemí, jejich integraci a odstraňování statutu uprchlíka.
Rozpočet agentury přesahuje 1 mld. amerických dolarů, většina výdajů je spotřebována na vzdělávání, v roce 2021 navštěvovalo školy provozované agenturou asi 545 tisíc žáků. 89 % příjmů agentury tvoří dobrovolné příspěvky členských státu OSN, když největšími dárci v roce 2022 byly Spojené státy (344 mil. dolarů), Německo (202 mil.), Evropská unie (114 mil.) a Švédsko (61 mil.). Česká republika agenturu finančně nepodporuje.

## Historie

Celkový počet palestinských uprchlíků registrovaných UNRWA v letech 1950–2008)

V důsledku vypuknutí občanské války v listopadu 1947 a následné první arabsko-izraelské války v roce 1948 došlo k vysídlení 700 tisíc Palestinců (tj. zhruba poloviny tamní populace) z území Palestiny, ze kterého se stal Izrael. Valné shromáždění OSN v reakci přijalo v listopadu 1948 rezoluci č. 212 (III), kterou byl zřízen fond pro pomoc palestinským uprchlíkům (UNRPR). V prosinci 1948 Valné shromáždění OSN přijalo rezoluci č. 194, ve které došlo ke zřízení Smírčí komise OSN pro Palestinu (UNCCP). Tato komise dostala mandát k vyjednávání o příměří mezi válčícími stranami včetně mandátu k facilitaci „repatriace, přesídlení a hospodářské a sociální rehabilitace uprchlíků“.
Smírčí komise OSN pro Palestinu však nebyla schopná na diplomatické úrovni dosáhnout pokroků. Konflikt šlo podle nich vyřešit jen politicky. Proto následně doporučila vznik „agentury OSN, která bude navržená tak, aby pokračovala v humanitárních činnostech a iniciovala projekty na vytváření pracovních míst“, dokud nebude konflikt ukončen. Dne 8. prosince 1949 Valné shromáždění OSN na základě uvedeného doporučení schválilo v rezoluci č. 302 (IV) vznik Úřadu OSN pro palestinské uprchlíky na Blízkém východě (UNRWA). Zřízení úřadu podpořily všichni tehdejší členové OSN (včetně Izraele, který se stal členem v květnu 1949) kromě Sovětského svazu a Jihoafrické unie, jejichž zástupci se zdrželi.
UNRWA nahradila původní fond pomoci UNRPR a dostala širší humanitární mandát. Její činnost byla podmíněna neutralitou. Reálně začala na místě fungovat v roce 1950, kdy se zaměřila na přímou pomoc a vytváření pracovních příležitostí pro uprchlíky, aby nedošlo k hladovění. Z toho je také anglický název United Nations Relief and Works Agency for Palestine Refugees in the Near East. Mandát UNRWA byl Valným shromážděním OSN rozšířen v prosinci 1950 přijetím rezoluce č. 393 (V). V ní byl UNRWA uložen úkol „zřídit reintegrační fond, který bude použit (...) pro trvalé znovuusazení uprchlíků“.
UNRWA následně stanovila vlastní pomocnou definici uprchlíků, kteří byli oprávněni čerpat humanitární pomoc. Podle definice jsou palestinskými uprchlíky „osoby, jejichž pravidelným místem pobytu byla v období od 1. června 1946 do 15. května 1948 Palestina a které v důsledku konfliktu v roce 1948 ztratily domov i prostředky k obživě“.
Šestidenní válka v roce 1967 způsobila novou uprchlickou vlnu z palestinských území, která začal Izrael okupovat. Tito uprchlíci nespadali do definice palestinských uprchlíků UNRWA. Nicméně od roku 1991 Valné shromáždění OSN vydává každoroční rezoluci o prodloužení účinnosti mandátu UNRWA i na palestinské uprchlíky před válkou z roku 1967. Také potomci uprchlíků podle principu patrilinearity jsou oprávněni požádat o status uprchlíka.

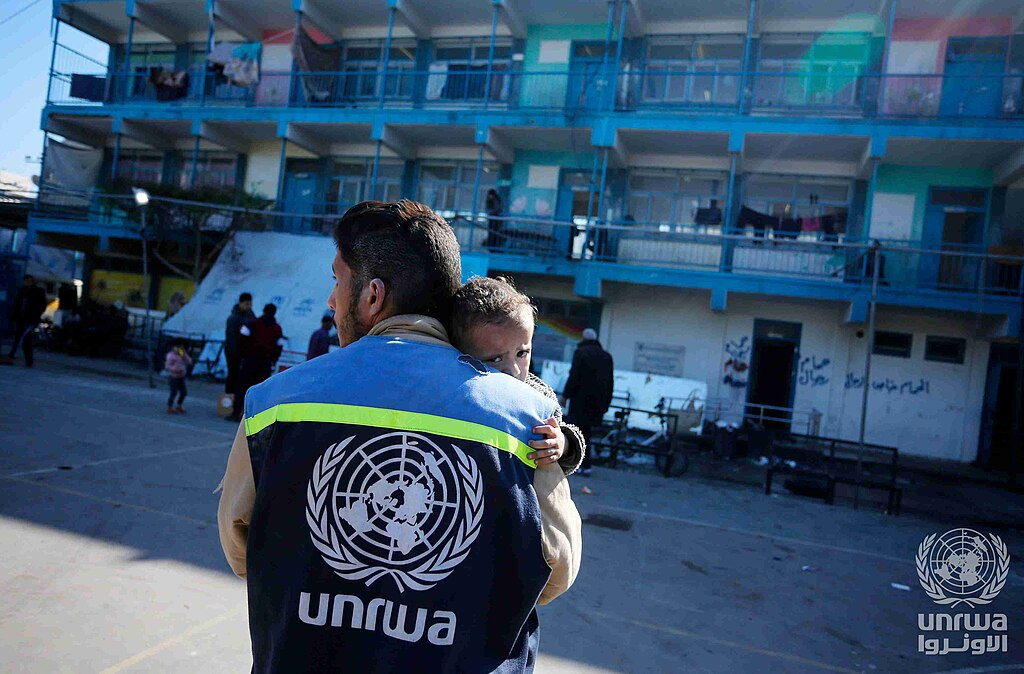
Pracovník UNRWA utěšuje dítě v uprchlickém táboře Nusajrát v Pásmu Gazy (2025)

Služby UNRWA jsou dostupné všem registrovaným palestinským uprchlíkům žijícím v oblastech působnosti, kteří potřebují pomoc. Když UNRWA zahájila v roce 1950 činnost, reagovala na potřeby asi 700 000 palestinských uprchlíků. Do roku 2023 již ale bylo přibližně 5,9 milionu lidí registrováno jako způsobilých pro služby UNRWA (zejména kvůli válce v roce 1967, délce konfliktu a vysoké porodnosti). UNRWA takto působí v 59 uznaných uprchlických táborech v Jordánsku, Libanonu, Sýrii, na Západním břehu Jordánu a v Pásmu Gazy a v dalších oblastech, kde velké množství registrovaných palestinských uprchlíků žije mimo uznané tábory. Aby byl tábor uznán UNRWA, musí existovat dohoda mezi hostitelskou vládou a UNRWA upravující používání tábora. UNRWA sama neřídí tábory, nemá žádné policejní pravomoci ani administrativní roli, ale pouze poskytuje služby v táboře.

## Organizace

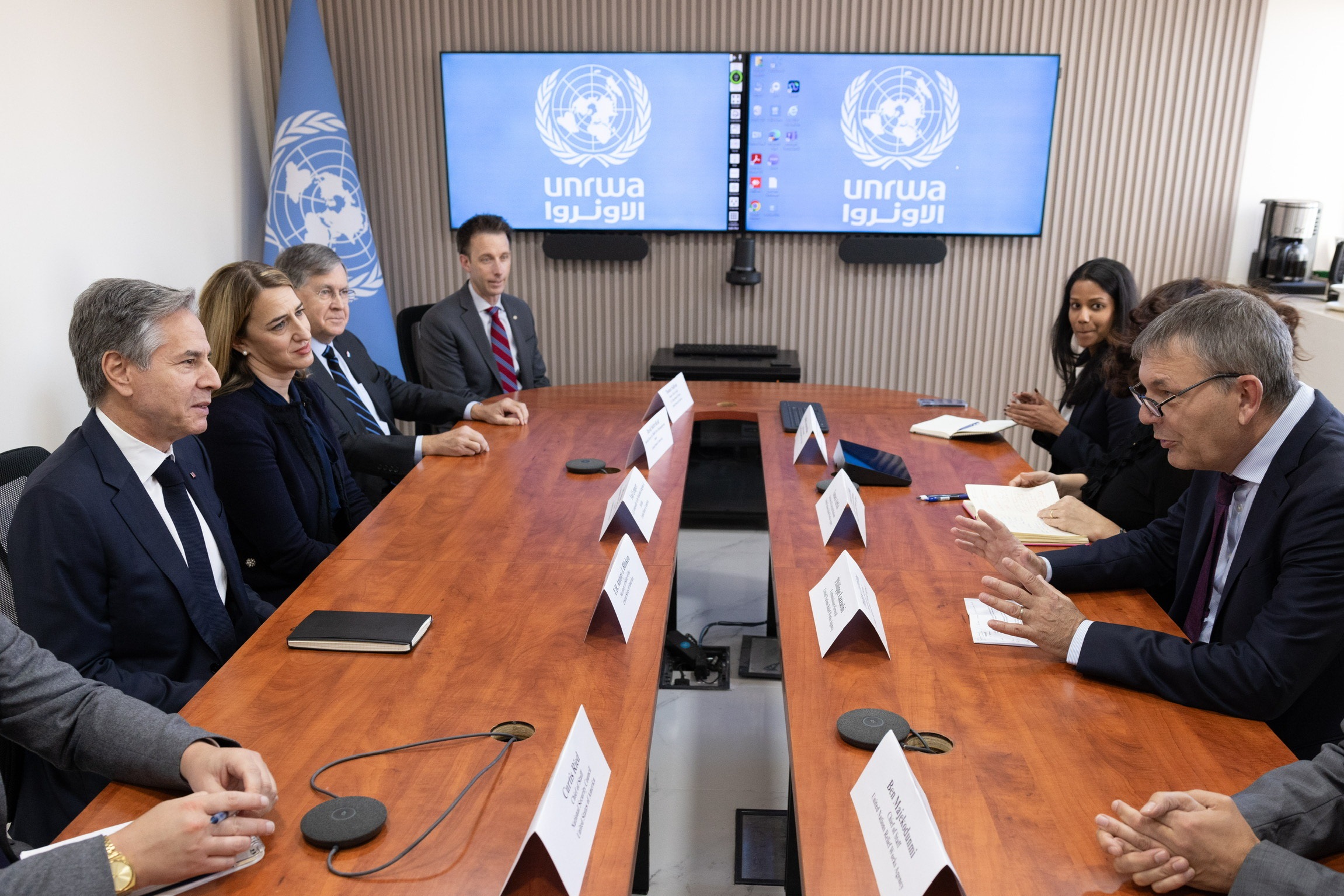
Generální komisař UNRWA Philippe Lazzarini při jednání s americkým ministrem zahraničních věcí Antony Blinkenem v Ammánu (2023)

UNRWA je podřízeným orgánem Valného shromáždění OSN, zřízeným podle čl. 7 odst. 2 a článku 22 Charty OSN. Jde o jednu ze dvou agentur OSN, které jsou přímo podřízené Valnému shromáždění OSN. Udělování mandátu pro UNRWA a jeho prodlužování je zcela v gesci Valného shromáždění OSN. Oproti jiným agenturám OSN, jako jsou Úřad Vysokého komisaře OSN pro uprchlíky nebo Světová zdravotnická organizace, nemá vlastní zřizovací listinu či statut. Mandát pro UNRWA je obnovován každé tři roky, jelikož byl zřízen jako dočasná organizace.
Úřad řídí generální komisař, kterým je od března 2020 Švýcar Philippe Lazzarini. Generální komisař odpovídá za personální řízení a projekty. Je přímo odpovědný Valnému shromáždění OSN. Činnost UNRWA je rozdělena do pěti lokalit, ve kterých se nacházejí palestinští uprchlíci. Jde o Jordánsko, Sýrii, Libanon, Západní břeh Jordánu a Pásmo Gazy. Každá lokalita má svého ředitele. Ústředí UNRWA je v Gaze a v jordánském Ammánu. V Ammánu sídlí zástupkyně generálního komisaře UNRWA, kterou je od roku 2020 Norka Leni Stenseth. Ta má na starosti projekty vzdělávání a zdravotní péče.
V roce 2004 měla UNRWA 25 000 zaměstanců. Většina z nich byli místní Palestinci.

### Poradní výbor
Spolu s UNRWA byl v roce 1949 zřízen poradní výbor (AdCom), který měl za úkol pomáhat s naplňováním úkolů UNRWA. Původně měl čtyři členy (Spojené království, Spojené státy americké, Sýrie a Jordánsko), v roce 2025 má 28 členů. Tvoří je země, ve kterých se nachází palestinští uprchlíci (Jordánsko, Sýrie, Libanon) a hlavní podporovatelé (tj. donoři) UNRWA.
Členy poradního výboru jsou: Austrálie (2005), Belgie (1953), Brazílie (2014), Kanada (2005), Dánsko (2005), Egypt (1949), Finsko (2008), Francie (1949), Německo (2005), Irsko (2008), Itálie (2005), Japonsko (1973), Jordánsko (1949), Kazachstán (2013), Kuvajt (2010), Libanon (1953), Lucembursko (2012), Nizozemsko (2005), Norsko (2005), Katar (2018), Saúdská Arábie (2005), Španělsko (2005), Švédsko (2005), Švýcarsko (2005), Sýrie (1949), Turecko (1949), Spojené arabské emiráty (2014), Spojené království (1949) a Spojené státy americké (1949).
Od roku 2005 jsou členové pouze s pozorovatelským statusem Palestina, Evropská unie a Liga arabských států. V roce 2019 mezi ně přibyla Organizace islámské spolupráce.

## Financování
Rozpočet UNRWA je stanoven Valným shromážděním OSN a pochází téměř výhradně z dobrovolných příspěvků členských států OSN. Dostává také určité příjmy z běžného rozpočtu OSN, většinou na personální náklady mezinárodních (tj. nepalestinských) pracovníků. Kromě svého běžného rozpočtu dostává UNRWA finanční prostředky na nouzové aktivity a speciální projekty, jako byla nutná reakce na syrskou občanskou válku a pandemii covidu-19.
Historicky většina finančních prostředků agentury pocházela ze Spojených států a Evropské komise; ale v roce 2019 pocházelo téměř 60 % jeho příslibu ve výši 1 miliardy dolarů ze zemí EU, přičemž Německo bylo největším individuálním dárcem. Dalšími největšími dárci byly EU, Spojené království, Švédsko a Spojené arabské emiráty. UNRWA také navazuje partnerství s nevládními dárci, včetně neziskových „národních výborů“ se sídlem v dárcovských zemích.
Dobrovolný charakter financování UNRWA někdy vedl k rozpočtovým problémům v důsledku aktuálních mimořádných událostí nebo politického vývoje v dárcovských zemích. Například v roce 2009 představitelé UNRWA varovali před „strašnou finanční krizi“, včetně nedostatku financí ve výši 200 milionů dolarů, v důsledku tehdejší izraelské ofenzívy v Gaze. V srpnu 2018 USA, za prezidentství Donalda Trumpa, zastavily své příspěvky s argumentem, že mandát UNRWA by měl být omezen pouze na stále žijící Palestince, kteří získali status uprchlíka v době vytvoření UNRWA. Rozhodnutí USA vedlo ke ztrátě 300 milionů dolarů z celkového rozpočtu 1,2 miliardy dolarů, což přispělo k celkovému deficitu 446 milionů dolarů. Výpadek byl pokryt zvýšenými příspěvky odjinud.
V polovině roku 2019 Nizozemsko, Belgie a Švýcarsko dočasně pozastavily financování UNRWA s odvoláním na etickou zprávu, která uváděla údajné špatné hospodaření, korupci a diskriminaci mezi vedením agentury. Ještě téhož roku došlo k obnovení financování z těchto zemí. V prosinci 2019 Evropská unie zvýšila svůj příspěvek o čtvrtinu. Příspěvek si v prosinci 2019 zdvojnásobil Katar.
Kanada se v roce 2010 rozhodla přesměrovat svůj příspěvek UNRWA přímo Palestinské autonomii.
V důsledku útoku Hamásu na Izrael z října 2023 a následné války Evropská unie v lednu 2024 dočasně pozastavila svůj příspěvek pro UNRWA. Znovu ho aktivovala již v březnu 2024. V roce 2024 pozastavily příspěvek znovu také Spojené státy americké, které ho předtím obnovily po nástupu Joe Bidena. K obnově financování během roku 2024 nedošlo. V roce 2025 zvolený prezident Trump znovu potvrdil pozastavení financování.

## Kritika
UNRWA je dlouhodobě kritizována nejen Izraelem, ale i různými vládními i nevládními organizacemi (včetně United Nations Watch — proizraelské organizace kontrolující činnost OSN) za personální napojení na palestinskou teroristickou organizaci Hamás (nejpozději od roku 2009). UNRWA tato obvinění odmítá, nicméně, s palestinskými zaměstnanci ukončila pracovní vztah pouze v případech, kdy tito v hnutí Hamás zastávali politickou funkci. Dále byla organizace v minulosti opakovaně kritizována, že učitelé, které UNRWA zaměstnává a učebnice, jejichž vydávání financuje, hlásají nenávist proti židům a oslavují násilí, mučednictví a terorismus (například teroristku Dalal Mughrabi).
V lednu 2024 Izrael zveřejnil obvinění, podle kterého se několik zaměstnanců UNRWA aktivně účastnilo útoku Hamásu na Izrael v říjnu 2023. Ministerstvo zahraničí Spojených států uvedlo, že tomuto podezření čelí 12 zaměstnanců. V reakci na toto některé státy dočasně přerušily financování agentury, mj. i největší dárce Spojené státy. Sama agentura uvedla, že všem podezřelým dala výpověď. Brzy poté izraelské tajné služby vydaly prohlášení, ve kterém obvinily zhruba deset procent zaměstnanců UNRWA z napojení na hnutí Hamás či na Palestinský islámský džihád. V prosinci 2024 vyšel v deníku The New York Times článek, ve kterém bylo uvedeno, že nejméně 24 zaměstnanců UNRWA bylo současně členy vojenského křídla Hamásu nebo Palestinského islámského džihádu. Mělo jít zejména o ředitele nebo zástupce ředitelů škol zřízených UNRWA a dále o školní poradce a učitele. Článek byl založen na dokumentech předaných Izraelem. Mělo jít o zajištěnou evidenci bojovníků, kterou si vedly Brigády Izz ad-Dína al-Kassáma, a kterou deník porovnal s evidencemi zaměstnanců UNRWA. Podle deníku šlo o „veřejné tajemství“, které se OSN nedařilo řešit. Izrael vedle toho uváděl, že zaměstnanců UNRWA s napojením na Hamás bylo nejméně sto.
V dubnu 2024 vydala vyšetřovací komise OSN zprávu, ze které vyplynulo, že izraelští představitelé nemají pro svá obvinění důkazy. Komisi vedla francouzská diplomatka Catherine Colonna. Po tomto vyšetřování většina států, které financování pozastavily, jej opět obnovily. Financování ale ponechaly zmražené Spojené státy, jež jsou největšími dárci organizace, a to přinejmenším do 25. března 2025. Izrael závěry zprávy nepřijal. Mluvčí ministerstva zahraničí Oren Marmorstein namísto toho přitvrdil ve vlastních obvinění – zaměstnanců UNRWA s vazbami na Hamás má být nově přes dva tisíce.
V květnu 2024 izraelští obyvatelé dvakrát zapálili okraj pobočky UNRWA ve východním Jeruzalémě. Pobočka byla následně dočasně uzavřena.
V květnu 2024 byla pod budovou financovanou UNRWA nalezena 4 těla zavražděných izraelských rukojmích z útoku Hamásu ze 7. října 2023. Izraelský vojenský korespondent Doron Kadoš z izraelského armádního rádia (Galej Cahal) v té souvislosti uvedl, že existují další důkazy, že UNRWA se nezabývá pouze humanitárními záležitostmi a vzděláváním Palestinců v Pásmu Gazy ale, že je také zapojena do teroristických aktivit Hamásu.
V červnu 2024 byla UNRWA zažalována 101 přeživšími a pozůstalými po útoku Hamásu na Izrael. Žaloba byla podána u okresního soudu v Manhattanu a žalobci žádají odškodnění za to, že „úřad použil na pomoc Hamásu více než miliardu dolarů a pomohl mu vybudovat teroristickou infrastrukturu“ jako zbraně, výbušniny a munici. Součástí žaloby jsou i dronové fotky vozidel OSN údajně používaných teroristy z Hamásu či svědectví navrátivších přeživších. Dále pak UNRWA čelí obvinění, že hnutí ve svých zařízeních poskytl „útočiště“ a nechal své školy používat Hamásem schválené učebnice, kterými palestinské děti indoktrinoval do podpory násilí a nenávisti proti Židům a Izraeli. Útok samotný pak byl dle žaloby pro žalované „předvídatelným“, ať už znali jeho detaily nebo ne. Mezi žalovanými jsou i čelní představitelé agentury jako třeba generální komisař úřadu Philippe Lazzarini.
V květnu 2024 izraelský parlament projednával návrh zákona, který by označil UNRWA za teroristickou organizaci a ukončil s ní spolupráci. Šéf diplomacie EU Josep Borrell označil návrh zákona za „nesmyslný“ a varoval před další destabilizací humanitární situace v Gaze. Současně odmítl, že by UNRWA byla teroristickou organizací. Návrh zákona kritizovaly také Spojené státy americké. V říjnu 2024 izraelský parlament projednával návrh zákona, který by zakázal působení UNRWA v Izraeli a na okupovaných území Palestiny. Návrh zákona odsoudil generální tajemník OSN António Guterres. Ten řekl, že pokud by UNRWA byla Izraelem zakázána, znamenalo by to „katastrofu“ v zásobování lidí v Palestině. Společné stanovisko připravovaly také země EU, ve kterém chtěly zaujmout stejný postoj jako generální tajemník OSN. Stanovisko ale zablokovaly Česko a Maďarsko. Následně ho proto vydal svou funkcí šéf diplomacie EU Josep Borrell. Dne 28. října 2024 Kneset přijal dva zákony, které zakázaly činnost UNRWA v Izraeli a současně zakázaly vyvíjet vztahy mezi představiteli izraelské státní správy a agenturou a odebíraly personálu UNRWA imunitu. Zákazem zapojení izraelských složek se v důsledku výrazně omezí akceschopnost úřadu i na palestinských územích. Schválení zákonů zkritizovalo například německé ministerstvo zahraničí a vážně znepokojen tím byl i britský premiér Keir Starmer. Ve společném komuniké hlasování izraelského parlamentu odsoudily Irsko, Norsko, Slovinsko a Španělsko. Přijetí zákonů odsoudily také Spojené státy americké. Izrael na začátku listopadu zákony notifikoval v OSN. V účinnost vstoupily na začátku února 2025.
Proti účinnosti zákonů podala organizace Adalah, právní centrum pro arabskou menšinu v Izraeli, odvolání k Nejvyššímu soudu, který ho ale zamítl. Již v říjnu 2024 některé státy OSN, například Norsko, požádaly Mezinárodní soudní dvůr (ICJ), aby vyjasnil povinnosti Izraele týkající se umožnění dodávek humanitární pomoci Palestincům. Zejména s ohledem na fakt, že UNRWA je agentura OSN a Izrael je členským státem OSN. Veřejné slyšení u ICJ začalo na konci dubna 2025. Na slyšení vystoupili zástupci čtyřiceti států, včetně členů Rady bezpečnosti OSN a arabských států.